# HMS Usurper (P56)
Le HMS Usurper (Pennant number: P56) est un sous-marin de la classe Umpire ou Classe U  de la Royal Navy. Il a été construit en 1943 au chantier Vickers-Armstrongs à Newcastle upon Tyne (Angleterre).

## Conception et description
Le Usurper fait partie du troisième groupe de sous-marins de classe U qui a été légèrement élargi et amélioré par rapport au deuxième groupe précédent de la classe U. Les sous-marins avaient une longueur totale de 60 mètres et déplaçaient 549 t en surface et 742 t en immersion. Les sous-marins de la classe U avaient un équipage de 31 officiers et matelots.
Le Usurper était propulsé en surface par deux moteurs diesel fournissant un total de 615 chevaux-vapeur (459 kW) et, lorsqu'il était immergé, par deux moteurs électriques d'une puissance totale de 825 chevaux-vapeur (615 kW) par l'intermédiaire de deux arbres d'hélice. La vitesse maximale était de 14,25 nœuds (26,39 km/h) en surface et de 9 nœuds (17 km/h) sous l'eau.
Le Usurper était armé de quatre tubes lance-torpilles de 21 pouces (533 mm) à l'avant et transportait également quatre recharges pour un grand total de huit torpilles. Le sous-marin était également équipé d'un canon de pont de 3 pouces (76 mm).

## Carrière
La quille du sous-marin Usurper a été posée au chantier Davey Paxman & Ricardo, sous-traitant de  Vickers Armstrong, à  Newcastle upon Tyne le 18 septembre 1941, lancé le 24 septembre 1942 et mis en service le 2 février 1943. 
Le Usurper a eu une carrière de courte durée dans la Royal Navy. Au cours de sa patrouille d'entraînement au large des côtes norvégiennes, il a attaqué à la torpille le sous-marin (U-Boot) allemand U-467. La cible n'a pas été touchée. Lors de son affectation en Méditerranée, il a coulé le navire français Château Yquem.

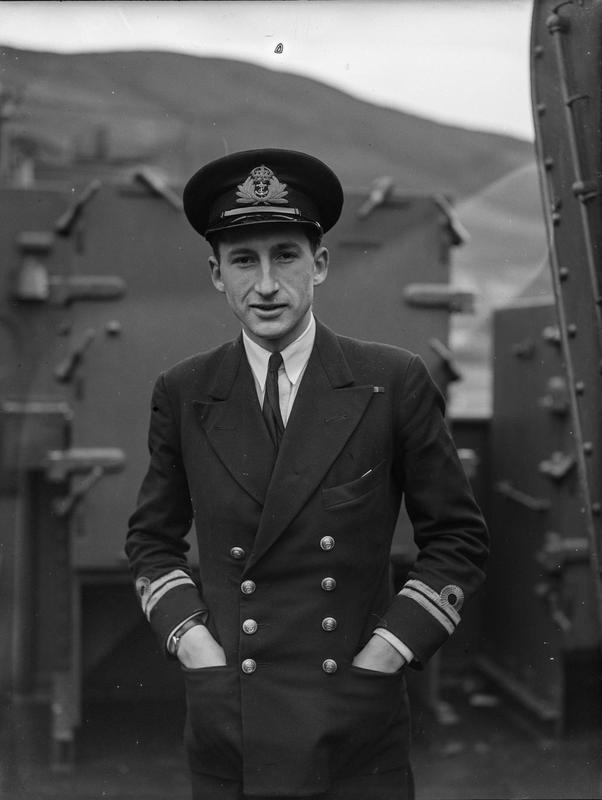
Le lieutenant Mott, Commandant du HMS Usurper, Holy Loch, 6 février 1943 (IWM A14396)

Le Usurper quitte Alger le 24 septembre 1943 avec pour instruction de patrouiller au large de La Spezia en Italie. Le 3 octobre 1943, il reçoit l'ordre de se rendre dans le golfe de Gênes. Aucun autre contact n'a été établi et il n'est pas revenu à Alger le 12 octobre 1943 comme prévu. Le navire anti-sous-marin allemand UJ-2208/Alfred a signalé avoir attaqué un sous-marin dans le golfe de Gênes le 3 octobre 1943 et on pense que c'était peut-être le Usurper.
Pendant la guerre, le Usurper a été adopté par la ville de Stroud dans le cadre de la Warship Week (semaine des navires de guerre). La plaque de cette adoption est conservée par le National Museum of the Royal Navy à Portsmouth.

## Commandant
- Lieutenant (Lt.) David Roger Oakeley Mott (RN) de novembre 1942 à octobre 1943

RN: Royal Navy